# Cleistanthus monoicus
Cleistanthus monoicus är en emblikaväxtart som först beskrevs av João de Loureiro, och fick sitt nu gällande namn av Johannes Müller Argoviensis. Cleistanthus monoicus ingår i släktet Cleistanthus och familjen emblikaväxter. Inga underarter finns listade i Catalogue of Life.